# 東本願寺の時間
東本願寺の時間（ひがしほんがんじのじかん）は、1951年11月から2015年9月27日まで真宗大谷派（東本願寺）の提供で放送されていたラジオの宗教番組。民放開設時からの長い歴史をもち、朝日放送（ABCラジオ）の初放送以来、64年継続して放送されている長寿番組であった。

## 概要
真宗大谷派の僧侶の講話をはじめ、著名人や一般人と真宗の出会いや、渡辺愛子作『仏典童話』の朗読など、さまざまな構成が企画されてきた。
放送された平野修の講話が『民衆の中の親鸞』として、また大谷大学の教授、助教授、講師の共同作業として放送されたものが『ブッダと親鸞－教えに生きる』として書籍化されたり、『仏典童話』の朗読がCD化され出版されるなど、この放送から著作物になったものも多数ある。
前述通り、2015年9月27日いっぱいで64年の歴史に幕を下ろす。ニッポン放送では9月6日の放送において、「1951年の放送開始から長く放送を聴いてくれたリスナーへの感謝の気持ち」を添えたコメントとともに放送終了を告知した。10月からはインターネット配信へと移行した。

## ネット局
放送時間の早い順から記載。
放送局により、構成を多少変えて放送していた（2008年現在）。
| 放送対象地域   | 放送局                        | 放送時間         | 備考                                   |
| -------------- | ----------------------------- | ---------------- | -------------------------------------- |
| 関西広域圏     | ABCラジオ                     | 木曜 4:50 - 5:00 |                                        |
| 新潟県         | 新潟放送（BSN）               | 金曜 5:00 - 5:10 |                                        |
| 京都府・滋賀県 | KBS京都 KBS滋賀               | 金曜 5:00 - 5:10 |                                        |
| 長野県         | 信越放送（SBC）               | 土曜 5:50 - 6:00 |                                        |
| 石川県         | 北陸放送（MRO）               | 土曜 5:50 - 6:00 |                                        |
| 長崎県・佐賀県 | 長崎放送（NBC） NBCラジオ佐賀 | 土曜 6:45 - 6:55 |                                        |
| 沖縄県         | 琉球放送（RBC）               | 日曜 5:00 - 5:10 |                                        |
| 関東広域圏     | ニッポン放送（LF）            | 日曜 5:06 - 5:20 | 『くり万太郎のサンデー早起き有楽町』内 |
| 北海道         | HBCラジオ                     | 日曜 5:35 - 5:45 |                                        |
| 富山県         | 北日本放送（KNB）             | 日曜 6:20 - 6:30 |                                        |
| 福岡県         | RKBラジオ                     | 日曜 6:20 - 6:30 |                                        |
| 中京広域圏     | CBCラジオ                     | 日曜 6:45 - 6:55 |                                        |
| 秋田県         | 秋田放送（ABS）               | 日曜 6:45 - 6:55 |                                        |
| 福井県         | 福井放送（FBC）               | 日曜 7:30 - 7:40 |                                        |